# Vaal kokerbeertje
Het vaal kokerbeertje (Eilema caniola) is een vlinder uit de familie van de spinneruilen (Erebidae) en de onderfamilie van de beervlinders (Arctiinae). De wetenschappelijke naam van de soort werd gepubliceerd in 1808 door Hübner.
Deze nachtvlinder komt voor in Europa. De eerste waarnemingen in Vlaanderen dateren van 2008. Sindsdien heeft de vlinder zich aldaar stevig gevestigd. In 2014 werd de soort voor het eerst in Nederland waargenomen, in Westdorpe.
De rupsen zitten het liefst op muren en daken, waar ze van algen leven.